# Celeste D'Arrando
Celeste D'Arrando (Torino, 23 marzo 1985) è una politica italiana, deputata della XVIII legislatura per il Movimento 5 Stelle.

## Biografia
Alle elezioni politiche del 2018 viene eletta alla Camera dei deputati, nella Circoscrizione Piemonte 1 nelle liste del Movimento 5 Stelle, vincendo nel collegio uninominale di Collegno con il 34,06% dei voti. A Montecitorio è membro della Commissione Affari Sociali.
Conclude il proprio mandato parlamentare nel 2022.